# Basaltkreuz

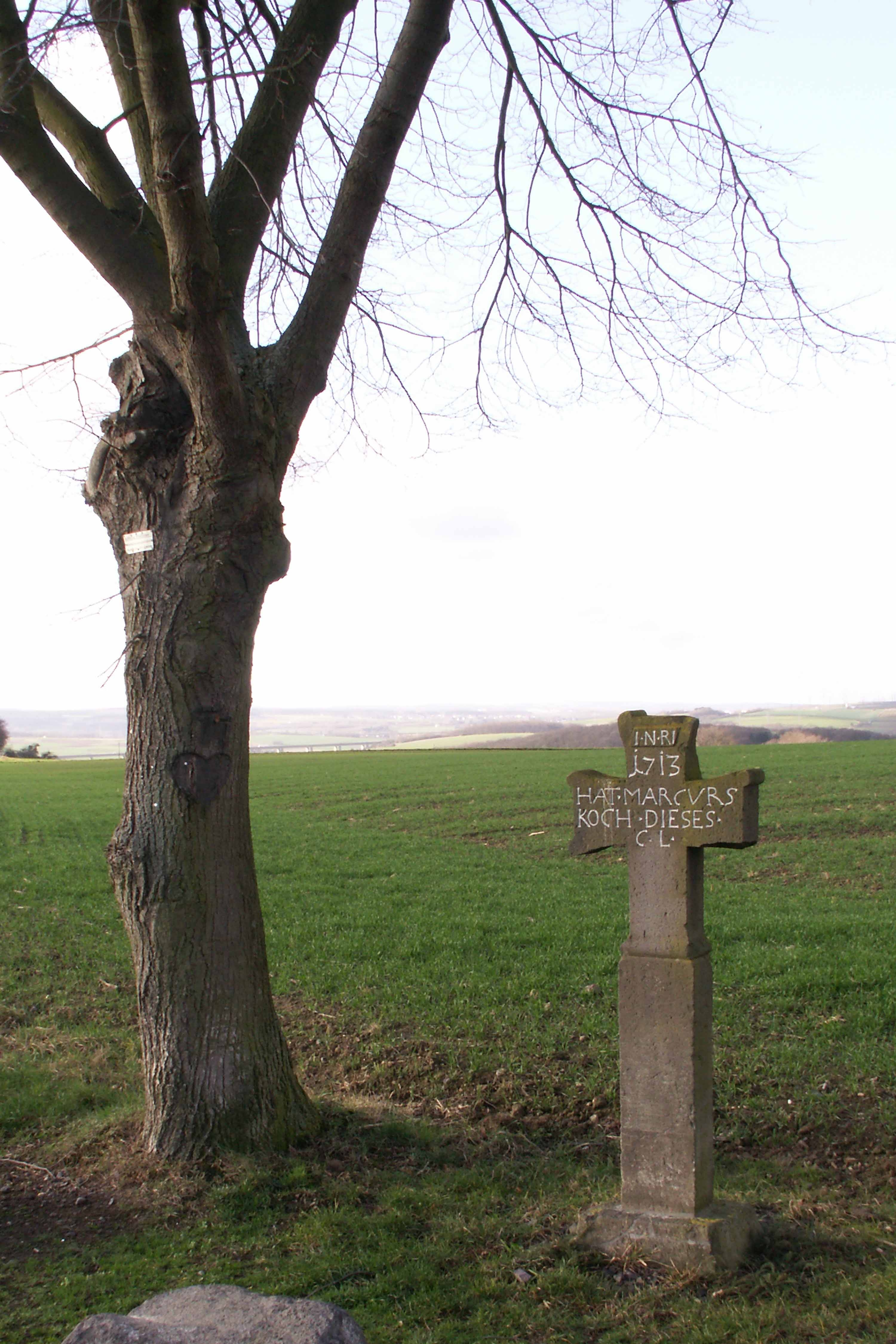
Ein typisches Basaltkreuz

Die Basaltkreuze der Eifel sind ein Beweis der Frömmigkeit der früheren Bewohner. Sie geben Zeugnis von Glauben sowie Wohlstand und Ansehen der Errichter. Hinweise auf Unglücke sowie Berufsangaben und Gnadensbitten sind in diesem extrem witterungsbeständigen Material dauerhaft überliefert. Die Verbreitung hat ihren Mittelpunkt in den Basalt-Steinbrüchen von Mayen und Mendig. Das Gebiet umfasst einen Radius von ca. 30 km zwischen Rhein, Ahr und Mosel. Die genaue Anzahl der Mäler ist nicht bekannt. Der Heimatforscher Kurt Müller-Veltin geht von einem Bestand von ca. 4500 Wegkreuzen und ca. 6000 Grabkreuzen aus. Für den Erhalt dieser Flurdenkmäler setzt sich der Rheinische Verein für Denkmalpflege ein.

## Frühzeit
Wann genau die ersten Basaltkreuze aufgestellt wurden, ist unbekannt. Die verschiedenen noch erhaltenen kleinen, grob gearbeiteten Kreuze ohne Inschrift und bildliche Darstellungen könnten die ältesten sein. Wegen der groben Bearbeitung und weil bildliche Darstellungen fehlen, lässt sich ihr Alter jedoch nicht durch stilistische Vergleiche bestimmen. Da das verwendete Gestein kaum verwittert, fehlen auch erkennbare Altersspuren. Bekannt ist lediglich, dass bereits in römischer Zeit Basalt für religiöse Kleindenkmäler verwendet wurde, aus christlicher Zeit existiert etwa das sogenannte Merowinger-Kreuz von Moselkern, das aus dem 7. Jahrhundert stammt und ebenfalls aus Basalt gearbeitet wurde.
Wegmale, die wegen ihrer Form auch als Schöpflöffel bezeichnet werden, sind bis zum 16., vereinzelt noch im 17. Jahrhundert entstanden. Es handelt sich dabei um einen mehr oder weniger hohen Schaft, auf dem ein Nischengehäuse sitzt; der Schaft steckt oft in einem Mühlstein, was ihm sicheren Stand verschafft. Der Nischenstock ist aus dem Schöpflöffel hervorgegangen und enthält bereits das Kreuz als Attribut, es wurde häufig als Bekrönung der Nische angebracht. Die Nische des Schöpflöffels diente ursprünglich als Expositionsnische zum Abstellen der Pyxis, eines Behälters mit einer konsekrierten Hostie bei eucharistischen Prozessionen, oder der Monstranz. Später entstanden Kreuze mit einer Nische, die so flach ist, dass gar nichts hineingestellt werden kann – vermutlich hatte sich die Nische schließlich zu einem reinen Symbol für das Allerheiligste entwickelt, auch im Zusammenhang mit der wiederholten Einschränkung des ausufernden Prozessionswesens durch die Bischöfe. Im Volksmund werden allerdings auch Schöpflöffel, selbst wenn sie gar keine Kreuzdarstellung aufweisen, als Kreuz bezeichnet.
Die ursprüngliche Funktion der Nische des Schöpflöffels ist heute bei der Bevölkerung meist nicht mehr bekannt, oft wird angenommen, die Nische hätte ursprünglich zum Aufstellen einer Heiligenfigur oder von Kerzen gedient. Daher werden Schöpflöffel heute manchmal für diese Zwecke umfunktioniert.

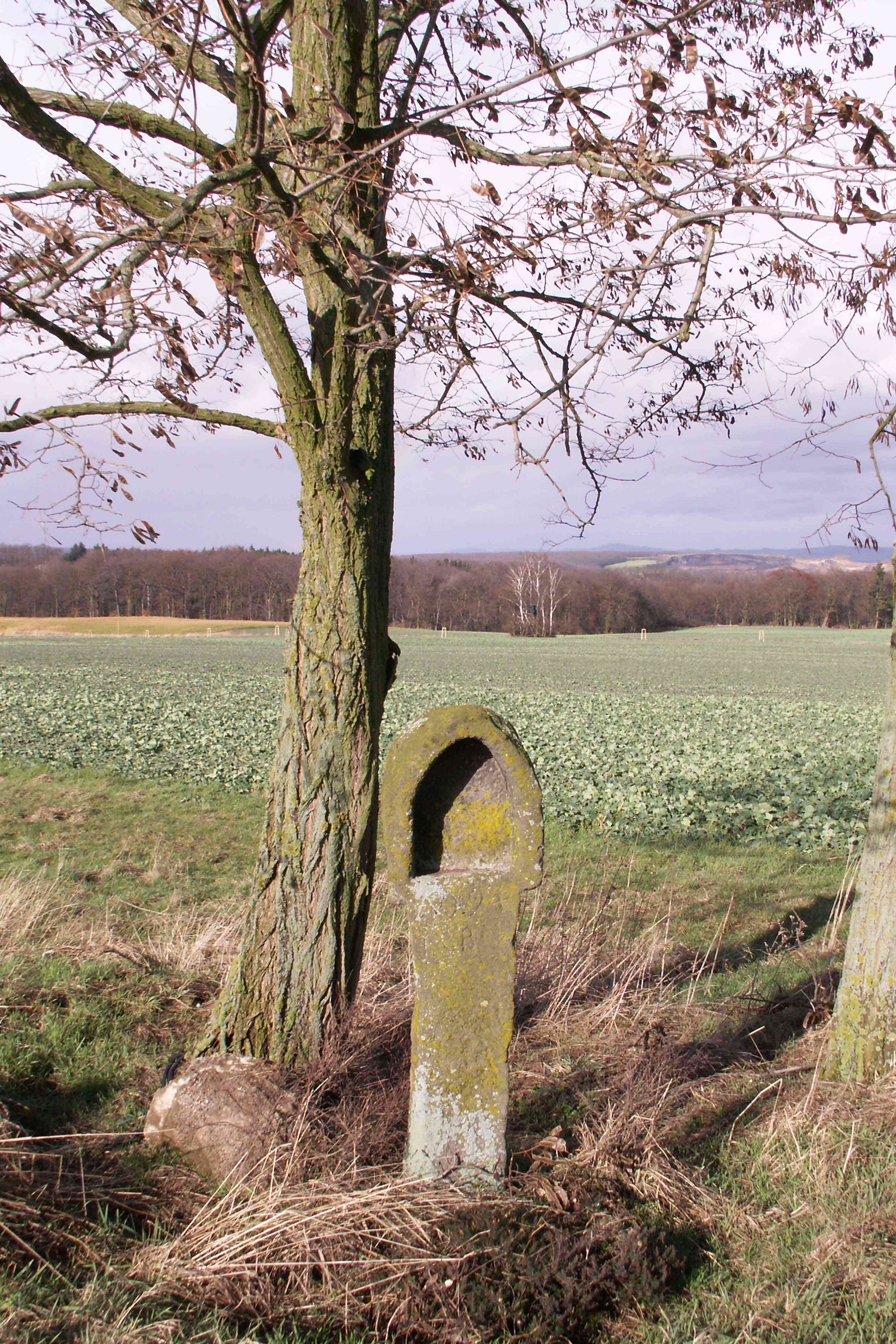
Undatiertes Wegemal
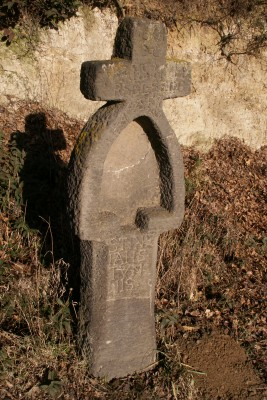
Nischenstock mit Kreuz 1601
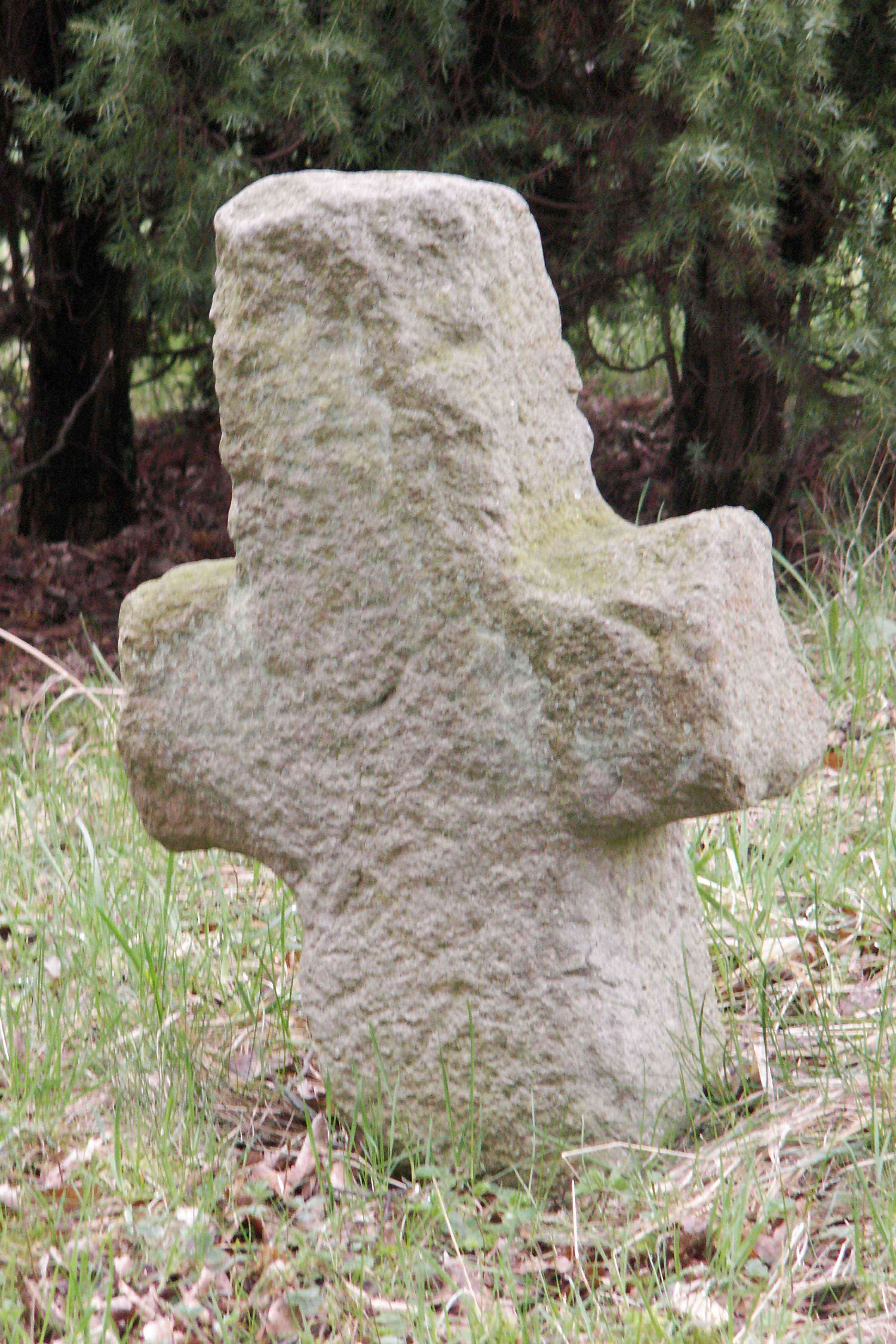
Undatiertes Basaltkreuz
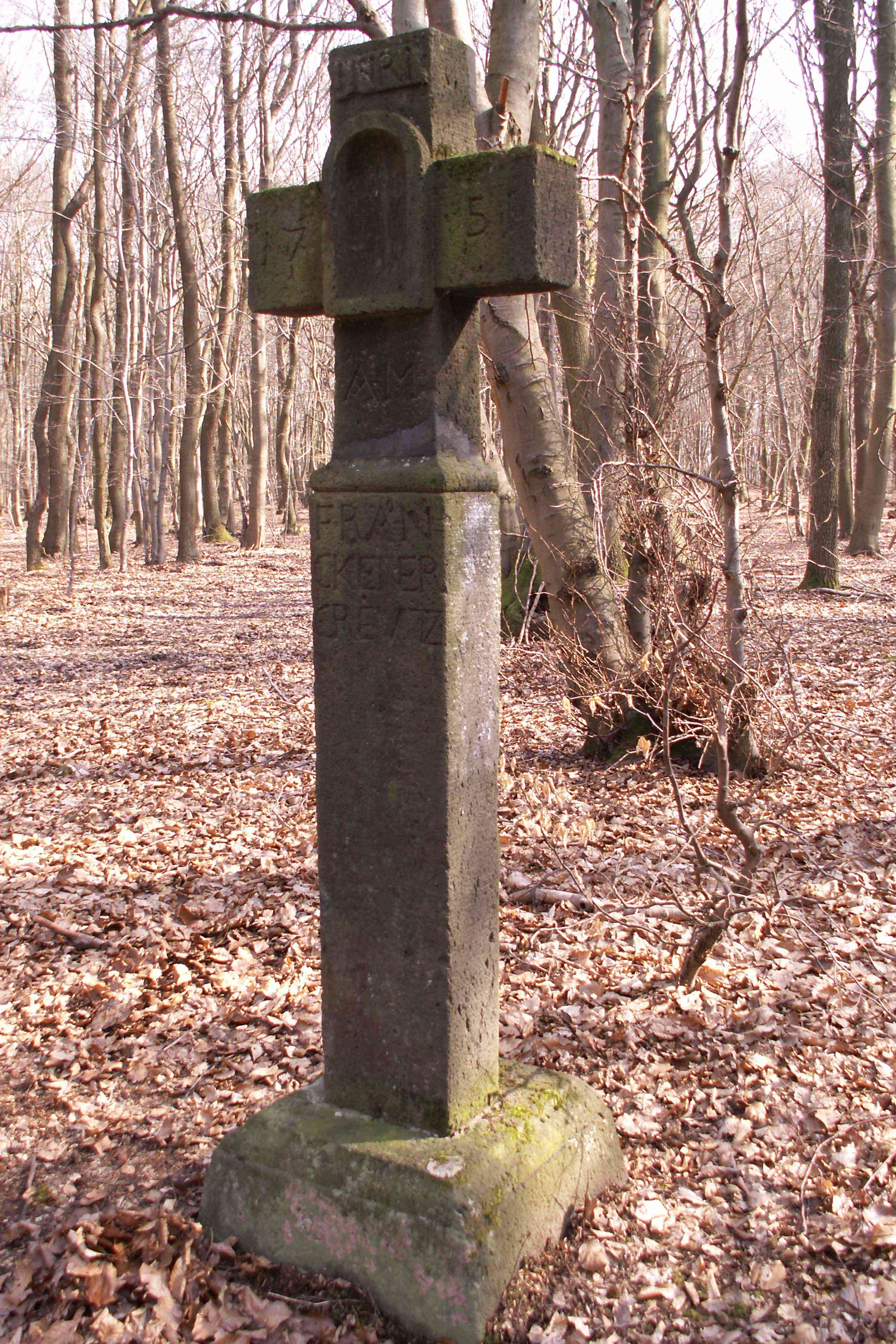
Anno 1751

## Datierungen
Die frühesten datierten und mit einer ausführlichen Inschrift versehenen Mäler (in Schöpflöffelform gehalten) stammen von dem Stifter Clais Beligen, das älteste von ihnen trägt die Jahreszahl 1461. Viele Stücke sind jedoch undatiert; aufgrund ihrer groben Bearbeitung kann das Alter auch kaum geschätzt werden. Da schon in römischer Zeit die Verwendung von Basalt für religiöse Weihesteine üblich war, können sie durchaus deutlich älter als die ersten datierten Stücke sein.
Die meisten heute erhaltenen Stücke stammen aus dem 17. und 18. Jahrhundert, der Blütezeit der Basaltkreuze. Durch Aufklärung und die historischen Umwälzungen nach der Französischen Revolution wurden ab dem Ende des 18. Jahrhunderts deutlich weniger Kreuze gesetzt, die letzten entstanden in der ersten Hälfte des 19. Jahrhunderts. Von dieser Zeit an bis in die Gegenwart werden nur noch ganz vereinzelt Steinkreuze in Feld und Flur aufgestellt.
Ein modernes Beispiel ist etwa das Gedenkkreuz für die Explosionskatastrophe in Prüm 1949, dass der Bildhauer Johann Baptist Lenz 1979 schuf, aufgrund seiner Höhe und Gestaltung ist es jedoch nur entfernt mit den Basaltkreuzen früherer Jahrhunderte vergleichbar.

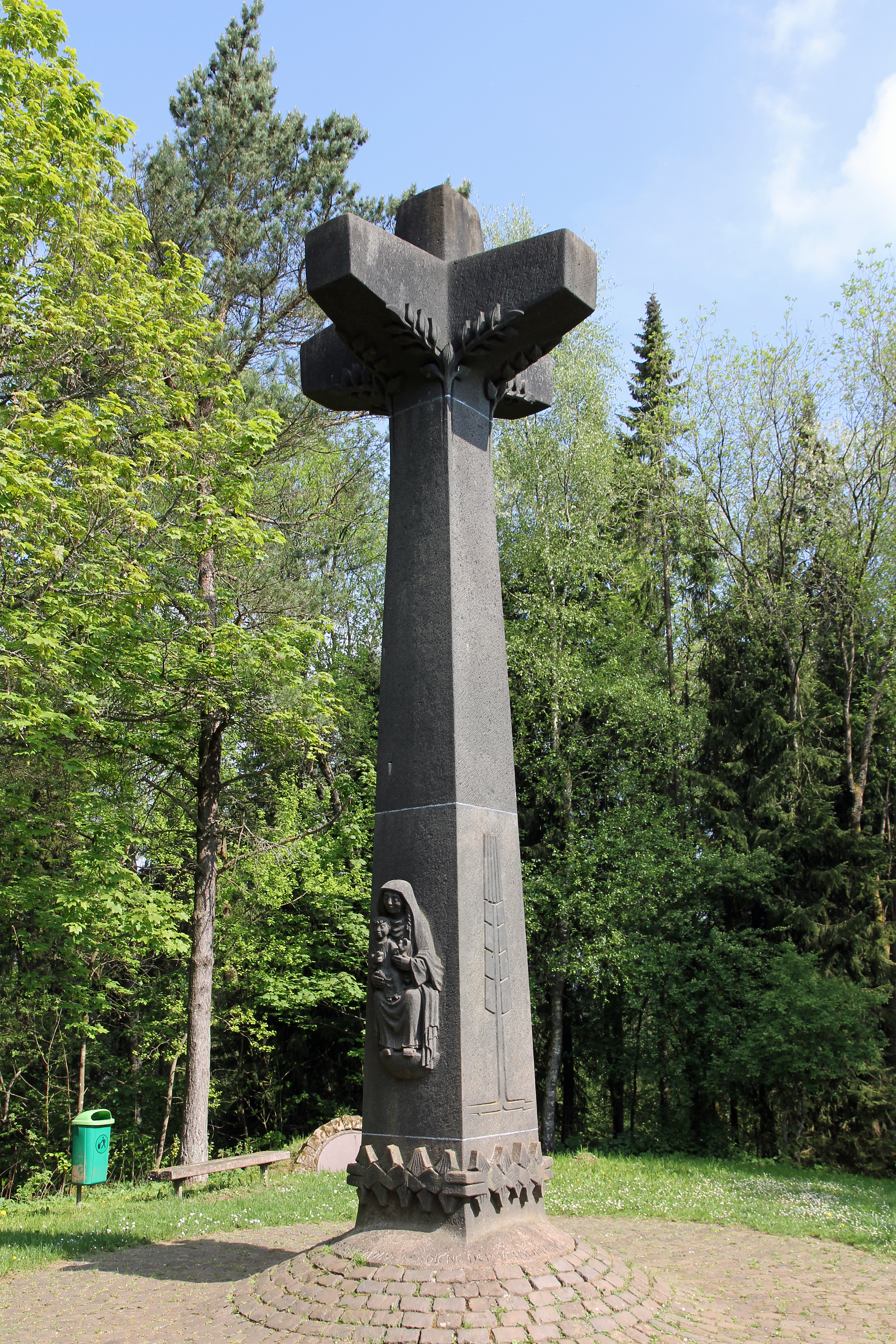
Monumentales Gedenkkreuz aus Basalt in Prüm.

## Segensteine
Viele Kreuze waren Bestandteil der früher üblichen Feldprozessionen, bei denen das Allerheiligste mitgeführt und an bestimmten Stellen der Segen erteilt wurde. Zur Aufnahme des Behältnisses mit der Hostie sind die Expositionsnischen in der Tradition der Schöpflöffel (siehe oben) mehr oder weniger ausgeprägt. Es gibt aber auch Kreuze ohne Nische, dafür aber mit einer Konsole, auf der die Monstranz abgestellt wurde. Sie entstanden vermutlich, nachdem im 18. Jahrhundert auch in kleineren Pfarreien auf dem Land große Monstranzen üblich wurden, die nicht mehr in die Nischen der Schöpflöffel passten. Manchmal wurden auch Schöpflöffel durch einen davorstehenden „Tisch“ aus Basalt ergänzt, auf den die Monstranz gestellt werden konnte.

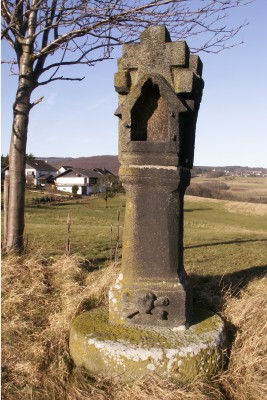
16__
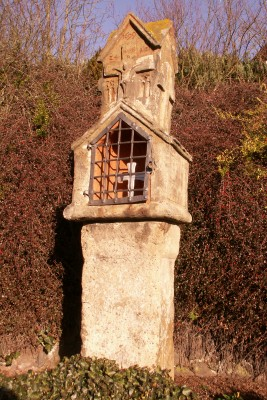
1699
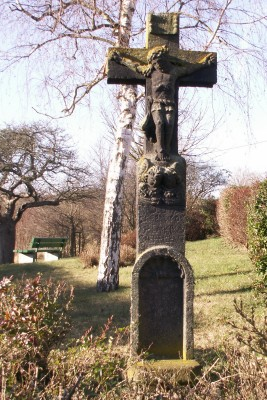
1881

## Friedhofskreuze und Grabkreuze
Große Kreuze (mit einer Höhe von zwei Metern oder mehr) sind als Kennzeichen des Friedhofs seit dem Spätmittelalter überliefert. Auch sie sind aus Basalt; manchmal wurde aber auch nur der Sockel aus Basalt und das Kreuz selbst aus Holz hergestellt. Sie sind von Grabkreuzen zu unterscheiden, die das jeweilige Grab markierten. Diese kleineren Kreuze wurden in großer Zahl angefertigt und sogar (zusammen mit den im Basaltgebiet um Mayen/Mendig produzierten Mühlsteinen) exportiert. Besonders eindrucksvolle Grabkreuze aus dem 18. Jahrhundert sind unter anderem in Mayschoß und in Dümpelfeld erhalten. Die Bildseite zeigt Christuskorpus und Symbole, die Schriftseite gibt Aufschluss über den Verstorbenen. Manche Grabkreuze wurden auch später aufs Feld versetzt und damit gewissermaßen als Wegkreuz weiterverwendet.

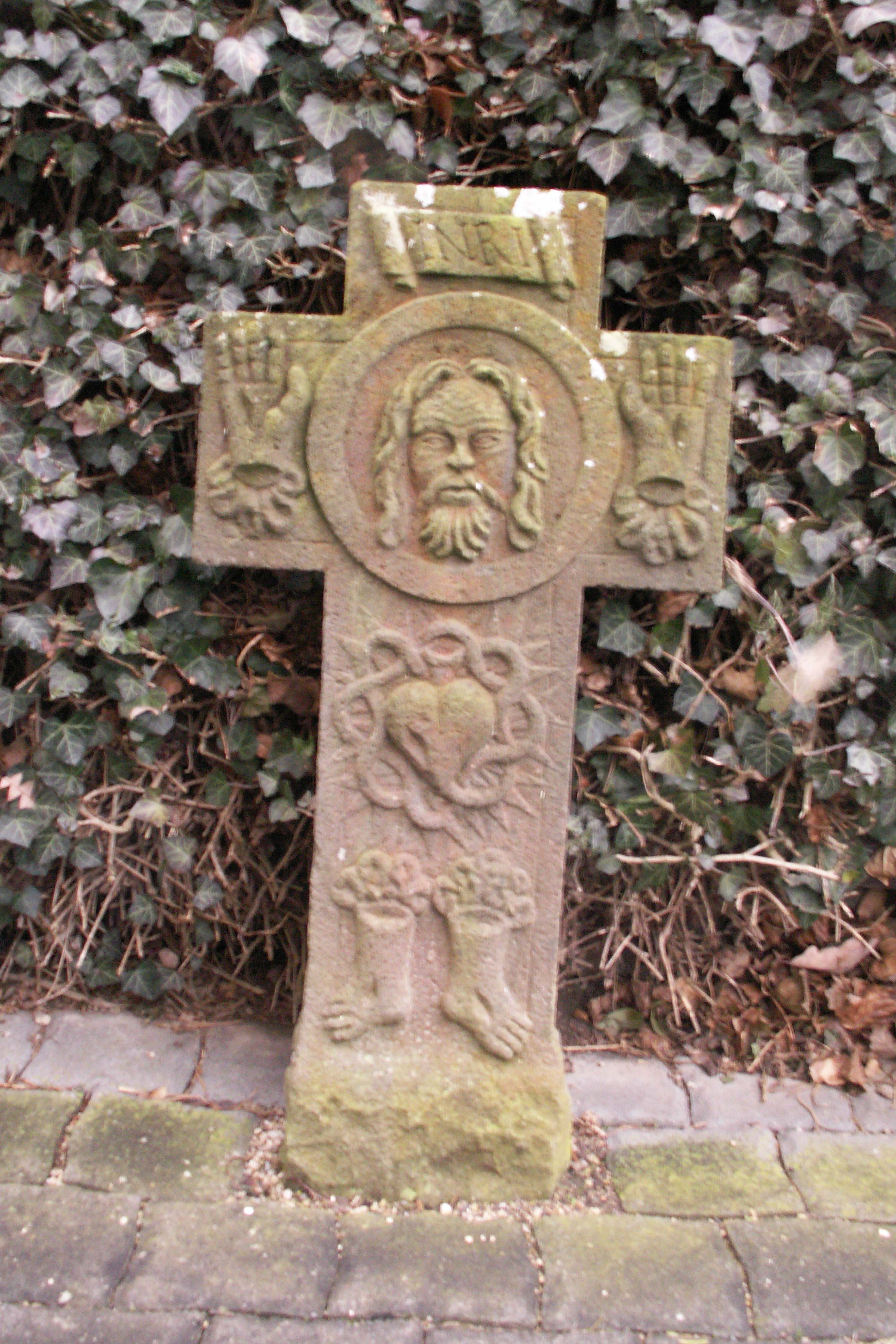
Schmerzensmann
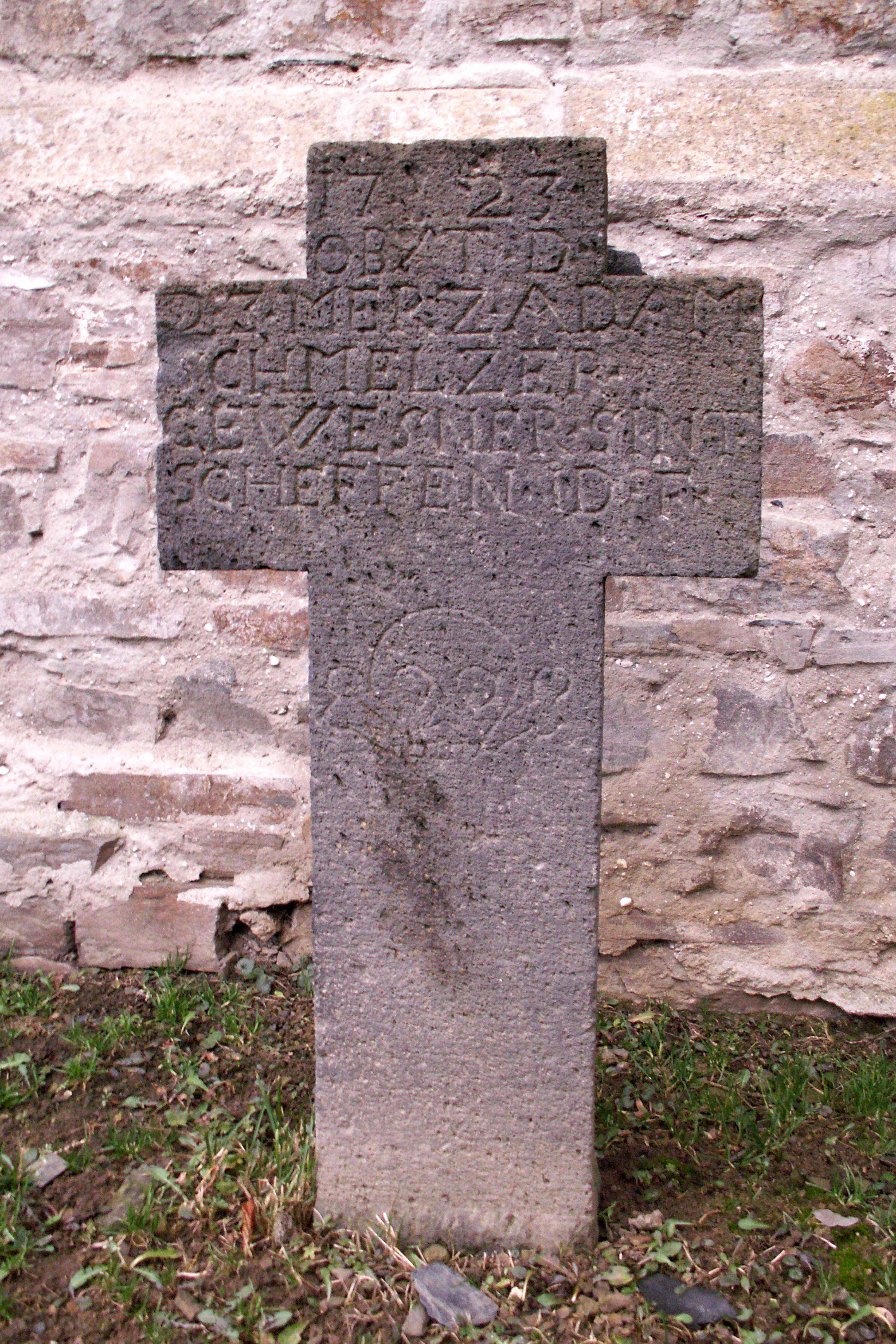
Eine Schriftseite
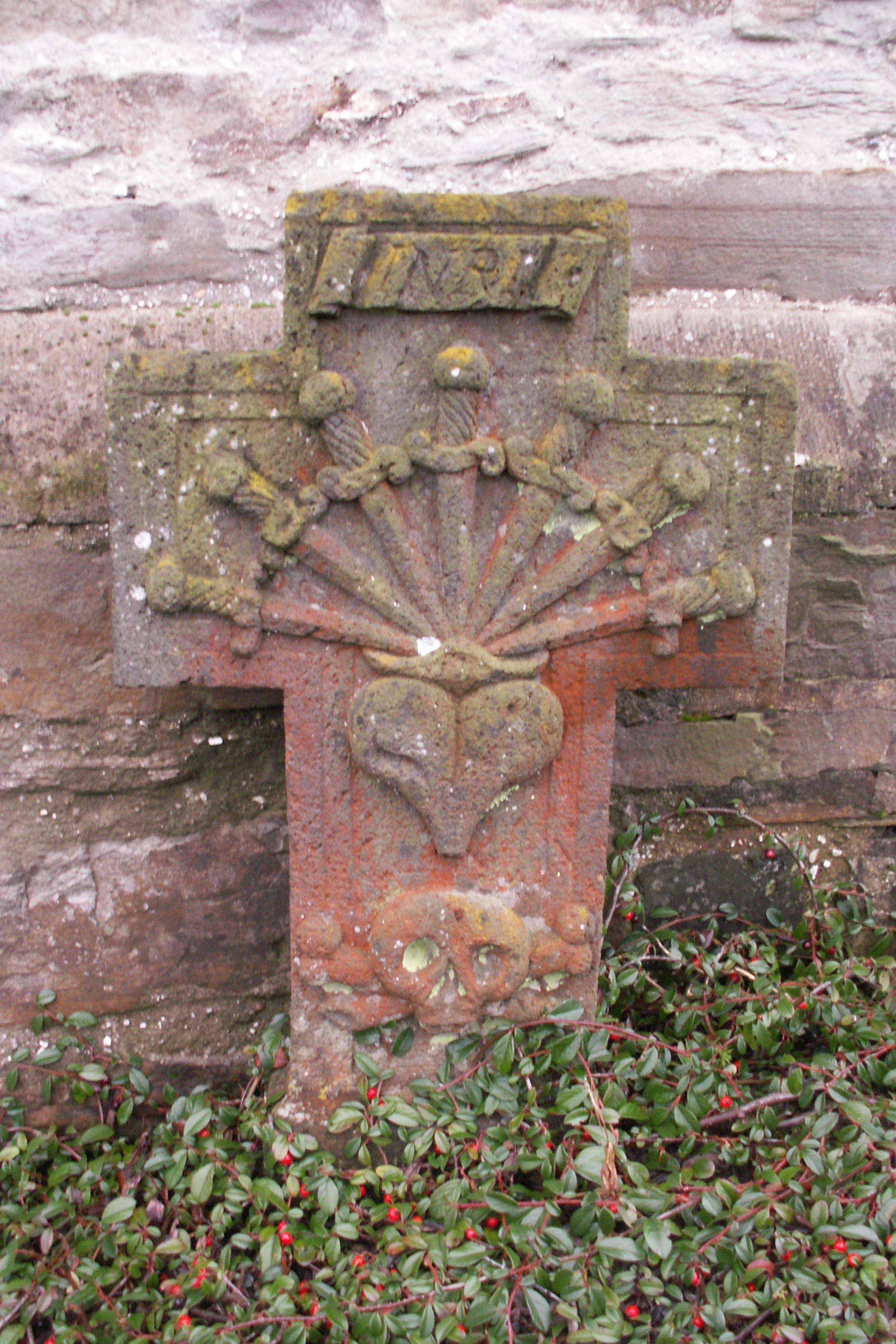
Sieben Schwerter
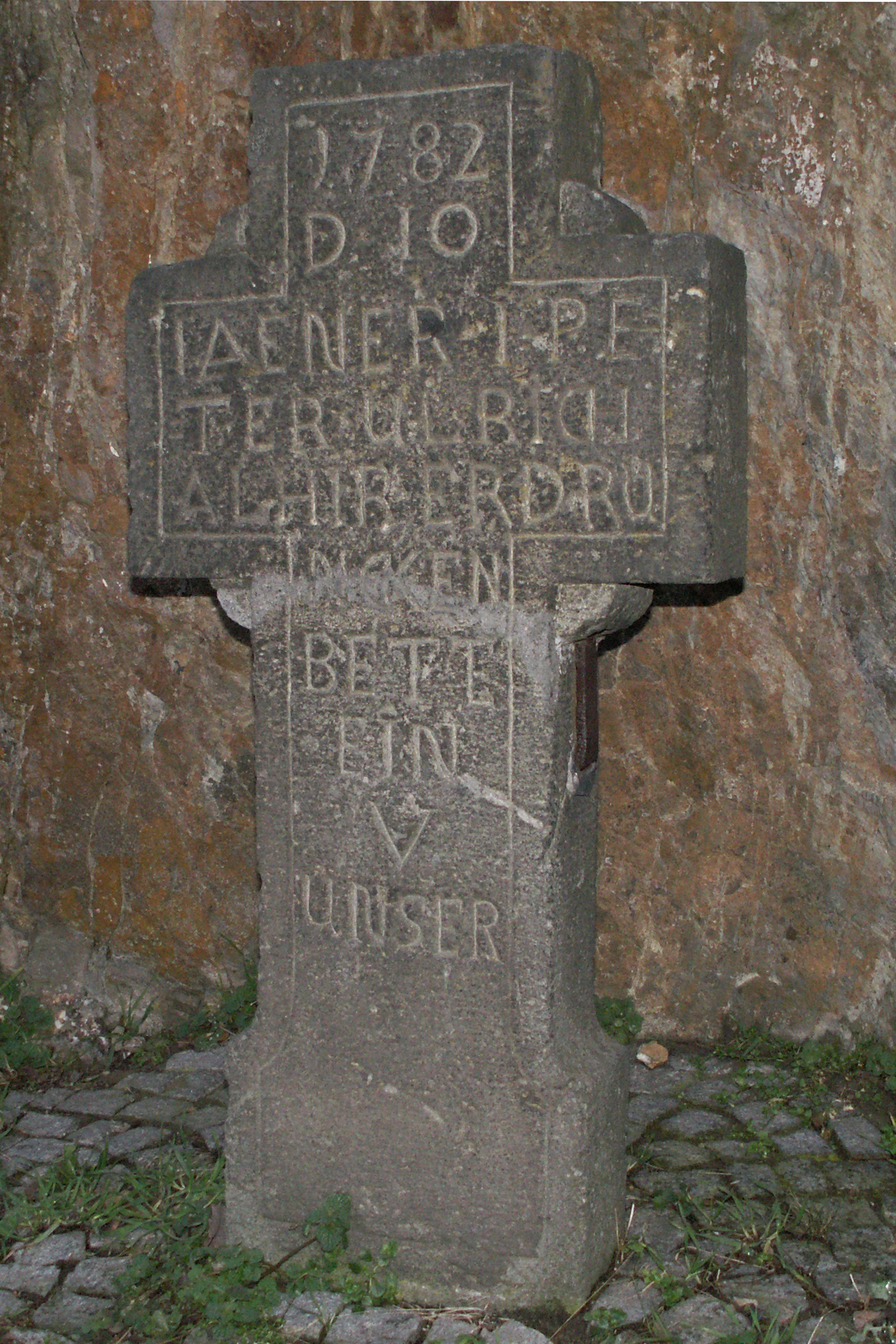
Ertrunken
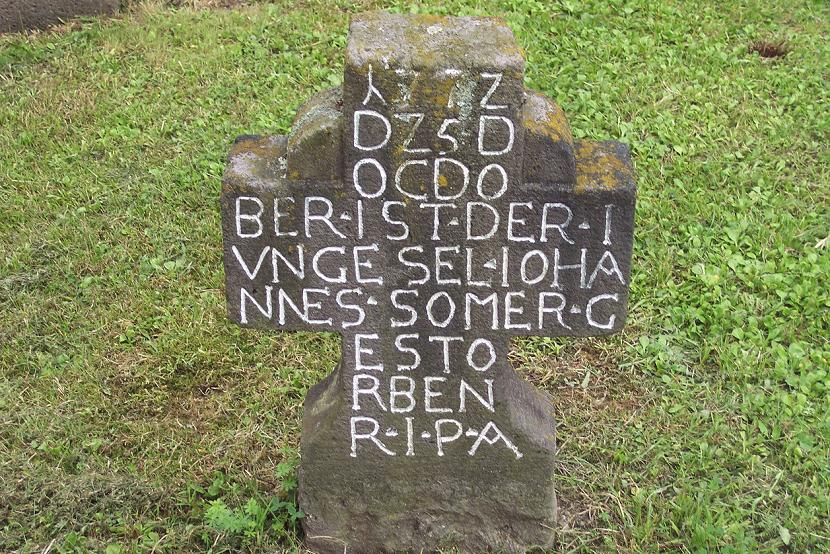
Einfaches Grabkreuz

## Schutz, Abwehr und Sühne
Im frühen und hohen Mittelalter schrieb man den Kreuzen Schutz vor Blitz, Hagel und sonstigen Naturschäden zu. Auch zum Schutz vor Seuchen, die Mensch und Tier bedrohten, errichtete man Kreuze. Der Name „Schwarzes Kreuz“, den viele Basaltkreuze tragen, kann nicht nur auf das schwarze Steinmaterial, sondern auch vom erhofften Schutz vor dem „Schwarzen Tod“, der Pest, abgeleitet werden.
Zur Genugtuung nach Totschlägen und sonstigen Schwerverbrechen wurden mancherorts Sühnekreuze errichtet, später ganz allgemein für das Seelenheil eines Ermordeten. Dies führte dazu, dass die preußische Regierung im 19. Jahrhundert gegen das Aufstellen von Kreuzen vorgehen wollte, damit Reisende nicht den Eindruck bekommen sollten, in einer von Straßenräubern unsicher gemachten Gegend unterwegs zu sein.
Auch besondere Unfälle waren häufig ein Grund zur Kreuzstiftung, ähnlich wie heute noch an vielen Straßen Holzkreuze an Opfer von Verkehrsunfällen erinnern. Lag die Stelle des Unfalls in einem schlecht zugänglichen Gebiet, errichtete man manchmal zwei Kreuze – eines am eigentlichen Unfallort und ein weiteres am nächsten Weg, wo es von Vorbeikommenden gesehen werden konnte. Häufig fordern die Inschriften auf solchen Kreuzen auf, für das Seelenheil des Verunglückten zu beten.

## Inschriften und Hausmarken
Die Inschriften sind in der Regel in Deutsch mit mundartlichem Einfluss gehalten. Lateinische Inschriften sind nur selten anzutreffen, sie beschränken sich auf Stücke, die mit gebildeten Personen aus gehobenen Schichten in Verbindung stehen. Jahreszahlen wurden anfänglich in römischen Ziffern, später in arabischen Ziffern dargestellt. Eine häufig benutzte Abkürzung lautet D.S.G.G. (Dessen [deren] Seel Gott Gnad). Das Foto zeigt ein Beispiel der optimalen Einsparung in der Schriftart, z. B. MARIA

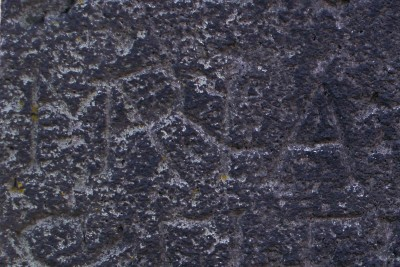
MAR_I_A

Andere Abkürzungen ersetzen Worte oder Namen durch Zeichen, indem zum Beispiel der Familienname Siebenbach als 7bach geschrieben wird. Solche Abkürzungen sparten Platz und wohl auch Kosten, da die Arbeit des Steinhauers reduziert wurde.
Selten anzutreffen sind Chronogramme, d. h. Inschriften, bei denen vergrößerte Buchstaben innerhalb der Inschrift als römische Zahlen zu lesen sind, manchmal haben diese „versteckten“ Jahreszahlen eine besondere Bedeutung. Beispielsweise geben sie das Jahr eines bestimmten Ereignisses an, das der Grund für die Stiftung des Kreuzes war.
Hausmarken sind Kenn- und Eigentumszeichen der Sippen oder der Hofzugehörigkeit. Durch diese Darstellung ist es möglich, die Male dem Verstorbenen oder Stiftern zuzuordnen. Meist sind es abstrakte, aus einfachen Linien gebildete Zeichen, manchmal aber auch Darstellungen von Werkzeugen oder berufstypischen Objekten (z. B. ein Brot für einen Bäcker, eine Schere für einen Schneider usw.). Hier ist die Grenze zum Wappen fließend.

## Werkstätten
Ursprünglich wurden die Kreuze nicht in Spezialwerkstätten hergestellt, sondern waren Nebenprodukte anderer Steinmetzbetriebe, z. B. bei der Herstellung von Mühlsteinen. Um 1630 beginnt die Zeit der Kreuzwerkstätten und häufig können Kreuze durch die Handschrift der Meister einer bestimmten Werkstatt zugeordnet werden, vor allem im 18. Jahrhundert lassen sich einige Werkstätten mit einer sehr umfangreichen Produktion feststellen, die teilweise etwa ein Menschenalter lang produzierten. Allerdings ist keiner dieser Meister bislang namentlich sicher bekannt, zumal die Kreuze keine Signatur o. Ä. tragen. Kurt Müller-Veltin führte daher in seinem Standardwerk (siehe Abschnitt Literatur) eine Bezeichnung der Werkstätten mit Buchstaben („Werkstatt A“ usw.) als Notnamen ein.

## Brauchtum und Sagen
Viele Basaltkreuze waren ursprünglich in bestimmte religiöse Bräuche eingebunden, die heute meist untergegangen sind. Neben den schon erwähnten Feldprozessionen gab es die Sitte des „Sieben Kreuze Betens“: Wenn jemand im Sterben lag, gingen die Angehörigen zu sieben Kreuzen in der Umgebung der Gemeinde und beteten dort, um dem Sterbenden den Tod zu erleichtern. Diesen Brauch gab es vereinzelt noch nach dem Zweiten Weltkrieg, ist aber inzwischen, wie die meisten Bräuche dieser Art, verschwunden.
Manche Kreuze hatten zugleich eine juristische Funktion, sie markierten Gemeinde- oder Gerichtsgrenzen und waren daher oft in entsprechende Bräuche eingebunden.
An viele Kreuze knüpfen sich Sagen, deren Alter nicht genau zu bestimmen ist. Auch wenn sie oft als „uralt“  gelten, lassen sich viele nur bis in die Zeit der Romantik zurückverfolgen. Manche dieser Sagen entstanden ganz offensichtlich, weil sich die Darstellungen auf dem Kreuz nicht mehr deuten ließen: Bei einem Kreuz mit der Darstellung von Ackergeräten erzählt man, es sei an der Stelle aufgestellt worden, wo eine Bäuerin die andere erschlagen habe. Tatsächlich ist es aber ein gewöhnliches Grabkreuz, das später auf den Acker versetzt wurde. Die Ackergeräte verwiesen ursprünglich lediglich auf den Beruf des Verstorbenen, in der Sage wurden daraus die angeblichen Mordwaffen.
Manche Kreuze tragen auch Namen, z. B. häufig „schwarzes Kreuz“, was auf das Material oder den vom Kreuz erhofften Schutz gegen den „schwarzen Tod“ hindeuten könnte. Auch die Funktion als Rechtssymbol konnte sich in einem heute nicht mehr ohne Weiteres verständlichen Namen niederschlagen wie „Eiserne Hand“.

## Steinmaterial und Denkmalpflege
Fachlich betrachtet sind die Lavagesteine aus den Steinbrüchen zwischen Mayen und Mendig kein Basalt, sondern eine sogenannte Tephritlava. Diese wissenschaftliche Unterscheidung hat sich jedoch im allgemeinen Sprachgebrauch nicht durchgesetzt. Wie ehedem werden hier alle schwarzen, vulkanischen Gesteine als „Basalt“ bezeichnet. Das Gestein ist wegen seiner groben Poren relativ leicht zu bearbeiten, aber trotzdem so verwitterungsfest, dass es die Jahrhunderte ohne Veränderungen übersteht.
Manche Kreuze waren ursprünglich bemalt. Durch die Verwitterung sind aber nur in wenigen Fällen sichtbare Reste von Farbe zurückgeblieben. Man kann aber annehmen, dass zumindest die Inschriften farbig hervorgehoben waren. Neben Kreuzen aus Basalt dürfte es in ihrem Verbreitungsgebiet ebenso Holzkreuze gegeben haben, die zerfielen und nicht erhalten blieben.
Durch ihr äußerst widerstandsfähiges Material haben Basaltkreuze die Jahrhunderte ohne erkennbare Verwitterung überdauert. Erst in der zweiten Hälfte des 20. Jahrhunderts gerieten sie in zunehmende Gefahr. Durch Veränderungen der Landschaft wie Straßenbau, die Anlage von Industrie- und Neubaugebieten, Abbau von Bodenschätzen (z. B. Bims) verschwanden viele Kreuze oder mussten zumindest an neue Standorte versetzt werden. Als in den 1970er- und 1980er-Jahren Antiquitäten zu einem beliebten Sammelgebiet wurden, kam es vermehrt zu Diebstählen, denen einige bemerkenswerte Kreuze zum Opfer fielen. Durch die gesunkenen Preise für solche Objekte und dank der gestiegenen Wachsamkeit der Bevölkerung sind solche Diebstähle heute allerdings weniger lohnend, zudem existieren mittlerweile von allen Kreuzen Fotos, die die Aufklärung von Diebstählen leichter machen. Problematisch sind nach wie vor Veränderungen der Landschaft und die direkte Gefährdung durch den Straßenverkehr. Auch gut gemeinte, aber nicht fachgerechte „Restaurierungen“ haben an manchen Stücken schwere Schäden angerichtet.